# Gravitations
Gravitations est le recueil de poèmes de Jules Supervielle paru en 1925.
Il porte en exergue une citation de Tristan L'Hermite : « Lorsque nous serons morts nous parlerons de vie ».
Il s'ouvre par un portrait de la mère du poète qui place d'emblée le lecteur dans une sorte de clair-obscur métaphysique : « Mère, je sais très mal comme on cherche les morts… ».

## Sections
- Les colonnes étonnées
- Matins du monde
- Le cœur astrologue
- Suffit d'une bougie
- Le miroir des morts
- Le large
- Géologie
- Équateur
- Poèmes de Guanamiru

## Liste des dédicataires
Max Jacob, Pilar (sa femme), Marcel Jouhandeau, Jean Cassou, Alfonso Reyes, Victor Llona, Léon Balzagette, Ramon Gomez de la Serna, Maria Blanchard, Francis de Miomandre, Parra del Riego, Paul Morand, Georges Pillement, Luis Pacheco, Jorge Guillen, Gabriel Bounoure, Franz Hellens, Corpus Braga, Ricardo Güiraldes, Maurice Guillaume, Pedro Leandro Ipuche, Georges Jean-Aubry, Dominique Braga, Pedro Figari, Jacques Benoist-Méchin, Alfredo Gangotena, Henri Michaux, Jacques Salomon.